# Suridynastie
De Suridynastie, Suri's of Suriden (Pasjtoe د سوریانو ټولواکمني_ waren een kortstondige islamitische koninklijke dynastie die halverwege de 16e eeuw over het noorden van Voor-Indië (Hindoestan) regeerde. Ze waren leden van de Pathaanse (Afghaanse) Sur-stam. Stichter van de dynastie van Sher Shah Suri (regeerde 1540 - 1545), die de Mogols uit Hindoestan verdreef. Na de dood van zijn zoon Islam Shah Suri (1545 - 1554) brak er een strijd los om de opvolging. De macht van de Suri's raakte daardoor zo versnipperd dat de Mogols het rijk in 1555 weer konden innemen.

## Geschiedenis
Toen de Mogols, als "buitenlanders" beschouwde indringers uit Centraal-Azië, in 1526 het sultanaat Delhi veroverden was er onder de grotendeels Afghaanse elite van amirs (edelen) weerstand tegen de nieuwe heersers. Hoewel de Afghanen zelf drie eeuwen eerder ook als nieuwkomers binnen waren gekomen, waren ze zichzelf als inheems gaan beschouwen. Nadat de laatste sultan van Delhi, Ibrahim Lodi, sneuvelde was aanvankelijk diens broer Mahmud Lodi de leider van het verzet. Deze werd echter keer op keer verslagen door Mogolheerser Babur en diens zoon Humayun. 
Sher Shah Suri was een lokale machthebber in het tegenwoordige Bihar. Hij veinsde aanvankelijk Babur als zijn opperheer te erkennen, maar kwam in 1529 in opstand. In 1531 werd hij verslagen door Baburs opvolger, Humayun. Deze moest echter omkeren wegens een grotere bedreiging door de sultan van Gujarat. Terwijl Humayuns aandacht elders lag, veroverde Sher Shah in 1537 het sultanaat Bengalen, wat hem voldoende middelen gaf om de Mogols opnieuw aan te vallen. In een serie veldslagen wist hij Humayun steeds verder terug te drijven, tot hij hem in de slag bij Chausa (1540) verpletterend versloeg. Sher Shah nam vervolgens zonder tegenstand de koningssteden Agra, Delhi en Lahore in. Humayun vluchtte naar Sindh en later naar het Perzische Rijk.
Sher Shah regeerde nu een rijk van Bengalen tot de Punjab. Hij herstelde er orde en hervormde het bestuur. Ook liet hij de Grand Trunk Road aanleggen om de handel te stimuleren. In 1545 kwam hij echter onverwachts om het leven bij een explosie van een buskruitmagazijn. Zijn zoon en opvolger Islam Shah Suri bleek een minder bekwaam heerser, die door vervolgingen de amirs onder de duim probeerde te houden. Toen hij in 1554 stierf werd zijn 12-jarige zoontje Firuz Shah Suri op de troon gezet, dat binnen een paar dagen werd vermoord door Muhammad Adil Shah, een neef van Islam Shah.
Omdat Muhammad Adil Shah als usurpator impopulair was, brak er in 1555 een burgeroorlog uit. Verschillende familieleden benoemden zichzelf tot sjah. Ibrahim Shah Suri, de gouverneur van Agra en een zwager van Muhammad Adil Shah, wist de laatste te verdrijven en nam Delhi in. Hij werd nog in hetzelfde jaar op zijn beurt verdreven door Sikandar Shah Suri, de gouverneur van Lahore. Muhammad Adil Shah had zich ondertussen teruggetrokken in Bihar, maar zijn kundige generaal Hemu versloeg wel de eveneens opstandige gouverneur van Bengalen, Muhammad Khan Suri.
Humayun, de Mogolkeizer, die intussen Afghanistan veroverd had, rook zijn kans om zijn rijk terug te veroveren. Hij viel Sikandar Shah in de rug aan en nam zonder moeite Lahore, Delhi en Agra in. Sikandar Shah vluchtte naar de Shiwaliks. Na de onverwachtse dood van Humayun in januari 1556 werd diens 13-jarige zoontje Akbar tot keizer benoemd. De steun achter de troon was echter Akbars regent, de capabele Mogolgeneraal Bairam Khan. Deze versloeg Hemu, die in oktober 1556 kortstondig Delhi ingenomen had. Hij belegerde Sikandar Shah in Mankot, tot deze zich in juli 1557 overgaf. Ibrahim Shah was naar Orissa gevlucht en stierf daar een natuurlijke dood.
Terwijl Bairam Khan in het westen de laatste verzetshaarden tegen de Mogols uitroeide, bleven in Bihar en Bengalen Suri's aan de macht. Nu Hemu van het toneel was verdwenen was Muhammad Adil Shah ernstig verzwakt. In 1557 greep de zoon van Muhammad Khan Suri, Khizr Khan Suri, de macht in Bengalen. Hij doodde Adil Shah en regeerde tot zijn dood in 1563 Bengalen en Bihar als onafhankelijk vorst. Zijn zoon en opvolger Ghiyasuddin Shah III werd in 1564 van de troon gestoten door Taj Khan Karrani, de stichter van de Karranidynastie.